# Championnat du Paraguay de football 2006
Navigation
Saison précédente Saison suivante
La saison 2006 du Championnat du Paraguay de football est la quatre-vingt-seizième édition de la Primera División, le championnat de première division au Paraguay. Les onze meilleurs clubs du pays disputent la compétition, qui est scindé en deux tournois saisonniers, Ouverture et Clôture. Ces tournois se disputent sous forme d'une poule unique où chaque équipe rencontre deux fois ses adversaires. Le titre national se joue entre les vainqueurs des deux tournois.
C'est le Club Libertad qui est sacré champion cette saison après avoir remporté le tournoi Ouverture puis battu Cerro Porteño, tenant du titre et vainqueur du tournoi Clôture, lors de la finale nationale. C'est le onzième titre de champion du Paraguay de l’histoire du club.

## Les clubs participants
| - Club Guaraní - Cerro Porteño - Tacuary FC - Club Olimpia - Club Atlético 3 de Febrero - Club 2 de Mayo - Promu de División Intermedia | - Club Sportivo Luqueño - Club Libertad - Club Fernando de la Mora - Promu de División Intermedia - Club Nacional - 12 de Octubre FC |

## Compétition
Le barème utilisé pour établir l’ensemble des classements est le suivant :
- Victoire : 3 points
- Match nul : 1 point
- Défaite : 0 point

### Tournoi Ouverture

#### Classement
| Rang | Équipe                     | Pts | J  | G  | N | P  | Bp | Bc | Diff |
| ---- | -------------------------- | --- | -- | -- | - | -- | -- | -- | ---- |
| 1    | Club Libertad              | 42  | 20 | 13 | 3 | 4  | 42 | 20 | +22  |
| 2    | Cerro PorteñoT             | 40  | 20 | 12 | 4 | 4  | 36 | 22 | +14  |
| 3    | Tacuary FC                 | 34  | 20 | 10 | 4 | 6  | 34 | 33 | +1   |
| 4    | Club Sportivo Luqueño      | 33  | 20 | 9  | 6 | 5  | 39 | 29 | +10  |
| 5    | 12 de Octubre FC           | 28  | 20 | 8  | 4 | 8  | 25 | 31 | -6   |
| 6    | Club Olimpia               | 27  | 20 | 8  | 3 | 9  | 34 | 30 | +4   |
| 7    | Club 2 de MayoP            | 25  | 20 | 6  | 7 | 7  | 29 | 33 | -4   |
| 8    | Club Nacional              | 24  | 20 | 6  | 6 | 8  | 42 | 36 | +6   |
| 9    | Club Guaraní               | 21  | 20 | 5  | 6 | 9  | 34 | 43 | -9   |
| 10   | Club Atlético 3 de Febrero | 19  | 20 | 5  | 4 | 11 | 29 | 41 | -12  |
| 11   | Club Fernando de la MoraP  | 12  | 20 | 3  | 3 | 14 | 21 | 47 | -26  |

|  | Qualification pour la Copa Libertadores 2007         |
|  | T : Tenant du titre P : Promu de División Intermedia |

### Tournoi Clôture
| Rang | Équipe                     | Pts | J  | G  | N | P  | Bp | Bc | Diff |
| ---- | -------------------------- | --- | -- | -- | - | -- | -- | -- | ---- |
| 1    | Cerro PorteñoT             | 52  | 20 | 16 | 4 | 0  | 35 | 10 | +25  |
| 2    | Club Libertad              | 41  | 20 | 12 | 5 | 3  | 35 | 20 | +15  |
| 3    | Club 2 de MayoP            | 33  | 20 | 9  | 6 | 5  | 27 | 21 | +6   |
| 4    | Tacuary FC                 | 32  | 20 | 8  | 8 | 4  | 25 | 19 | +6   |
| 5    | Club Nacional              | 29  | 20 | 8  | 5 | 7  | 29 | 21 | +8   |
| 6    | Club Olimpia               | 23  | 20 | 5  | 8 | 7  | 22 | 22 | 0    |
| 7    | Club Sportivo Luqueño      | 23  | 20 | 5  | 8 | 7  | 20 | 30 | -10  |
| 8    | Club Guaraní               | 21  | 20 | 4  | 9 | 7  | 21 | 26 | -5   |
| 9    | Club Atlético 3 de Febrero | 17  | 20 | 4  | 5 | 11 | 17 | 26 | -9   |
| 10   | 12 de Octubre FC           | 14  | 20 | 3  | 5 | 12 | 21 | 35 | -14  |
| 11   | Club Fernando de la MoraP  | 12  | 20 | 3  | 3 | 14 | 14 | 36 | -22  |

|  | Qualification pour la Copa Libertadores 2007         |
|  | T : Tenant du titre P : Promu de División Intermedia |

### Finale nationale
| Équipe 1      | Résultat | Équipe 2      | Aller | Retour |
| ------------- | -------- | ------------- | ----- | ------ |
| Cerro Porteño | 1 - 2    | Club Libertad | 0 - 0 | 1 - 2  |

- En remportant le titre, Club Libertad obtient du même coup son billet pour la Copa Sudamericana 2007.

### Classement cumulé
Le classement cumulé des deux tournois détermine le troisième club qualifié pour la Copa Libertadores, les clubs engagés en barrage pré-Sudamericana ainsi que le club relégué en División Intermedia. Il n'y a qu'un club relégué pour permettre le passage à 12 équipes la saison prochaine.
| Rang | Équipe                     | Pts | J  | G  | N  | P  | Bp | Bc | Diff |
| ---- | -------------------------- | --- | -- | -- | -- | -- | -- | -- | ---- |
| 1    | Cerro PorteñoT Clo         | 92  | 40 | 28 | 8  | 4  | 71 | 32 | +39  |
| 2    | Club LibertadOuv           | 83  | 40 | 25 | 8  | 7  | 77 | 40 | +37  |
| 3    | Tacuary FC                 | 66  | 40 | 18 | 12 | 10 | 59 | 52 | +7   |
| 4    | Club 2 de MayoP            | 58  | 40 | 15 | 13 | 12 | 56 | 54 | +2   |
| 5    | Club Sportivo Luqueño      | 56  | 40 | 14 | 14 | 12 | 59 | 59 | 0    |
| 6    | Club Nacional              | 53  | 40 | 14 | 11 | 15 | 71 | 57 | +14  |
| 7    | Club Olimpia               | 50  | 40 | 13 | 11 | 16 | 56 | 52 | +4   |
| 8    | Club Guaraní               | 42  | 40 | 9  | 15 | 16 | 55 | 69 | -14  |
| 9    | 12 de Octubre FC           | 42  | 40 | 11 | 9  | 20 | 46 | 66 | -20  |
| 10   | Club Atlético 3 de Febrero | 36  | 40 | 9  | 9  | 22 | 46 | 67 | -21  |
| 11   | Club Fernando de la MoraP  | 24  | 20 | 6  | 6  | 28 | 35 | 83 | -48  |

|  | Qualification pour la Copa Libertadores 2007                                                                                 |
|  | Qualification pour la Copa Libertadores 2007 et pour le barrage pré-Sudamericana                                             |
|  | Qualification pour le barrage pré-Sudamericana                                                                               |
|  | Relégation directe en División Intermedia                                                                                    |
|  | T : Tenant du titre Ouv : Vainqueur du tournoi Ouverture Clo : Vainqueur du tournoi Clôture P : Promu de División Intermedia |

#### Barragepré-Sudamericana
Les quatre meilleurs clubs au classement cumulé (hormis le champion, Club Libertad) s'affrontent pour déterminer le club qui va l'accompagner en Copa Sudamericana 2007.
|  | Demi-finales          | Demi-finales          | Demi-finales  | Demi-finales  |            |            | Finale | Finale | Finale | Finale |
|  |                       |                       |               |               |            |            |        |        |        |        |
|  |                       |                       |               |               |            |            |        |        |        |        |
|  | Club 2 de Mayo        | Club 2 de Mayo        | 1             | 1             |            |            |        |        |        |        |
|  | Club 2 de Mayo        | Club 2 de Mayo        | 1             | 1             |            |            |        |        |        |        |
|  | Tacuary FC            | Tacuary FC            | 1             | 1             |            |            |        |        |        |        |
|  | Tacuary FC            | Tacuary FC            | 1             | 1             | Tacuary FC | Tacuary FC | 3      | 3      |        |        |
|  |                       |                       |               |               | Tacuary FC | Tacuary FC | 3      | 3      |        |        |
|  |                       |                       | Cerro Porteño | Cerro Porteño | 2          | 2          |        |        |        |        |
|  | Cerro Porteño         | Cerro Porteño         | Cerro Porteño | Cerro Porteño | 2          | 2          | 2      | 2      |        |        |
|  | Cerro Porteño         | Cerro Porteño         |               |               |            |            |        | 2      |        |        |
|  | Club Sportivo Luqueño | Club Sportivo Luqueño | 0             | 0             |            |            |        |        |        |        |
|  | Club Sportivo Luqueño | Club Sportivo Luqueño | 0             | 0             |            |            |        |        |        |        |

- Tacuary FC se qualifie aux dépens du Club 2 de Mayo grâce à une meilleure place au classement cumumlé de la saison.

## Bilan de la saison
| Championnat du Paraguay de football 2006 |                           |
| Champion                                 | Club Libertad (11e titre) |
| Qualifications continentales             |                           |
| Copa Libertadores 2007                   | Club Libertad             |
| Copa Libertadores 2007                   | Cerro Porteño             |
| Copa Libertadores 2007                   | Tacuary FC                |
| Copa Sudamericana 2007                   | Club Libertad             |
| Copa Sudamericana 2007                   | Tacuary FC                |
| Promotions et relégations                |                           |
| Promus en Primera División               | Club Sol de América       |
| Promus en Primera División               | Club Sportivo Trinidense  |
| Relégués en División Intermedia          | Club Fernando de la Mora  |